# Pleurodema somuncurense
Pleurodema somuncurense là một loài ếch trong họ Leptodactylidae. Trước đây, loài này được định danh là Somuncuria somuncurensis, là đại diện duy nhất của chi Somuncuria trong họ Leiuperidae. Cho tới gần đây chúng đã được xếp vào họ Leptodactylidae. Chúng là loài đặc hữu của Argentina.
Môi trường sống tự nhiên của chúng là đất ngập nước địa nhiệt. Loài này đang bị đe dọa do mất môi trường sống.